# Volonne
Volonne je naselje in občina v jugovzhodnem francoskem departmaju Alpes-de-Haute-Provence regije Provansa-Alpe-Azurna obala. Leta 2006 je naselje imelo 1.623 prebivalcev.

## Geografija
Kraj leži v pokrajini Visoki Provansi na levem bregu reke Durance, 28 km zahodno od središča departmaja Digne-les-Bainsa.

## Administracija
Volonne je sedež istoimenskega kantona, v katerega so poleg njegove vključene še občine Aubignosc, Château-Arnoux-Saint-Auban, Châteauneuf-Val-Saint-Donat, L'Escale, Montfort, Peipin, Salignac in Sourribes z 10.793 prebivalci.
Kanton je sestavni del okrožja Forcalquier.

## Zgodovina
Ime naselja se prvikrat omenja v tekstih leta 1030 pri Ysnardus de Volona. 

## Zanimivosti
- romanska cerkev sv. martina iz 11. stoletja, obnovljena 1604; francoski zgodovinski spomenik,
- cerkev Notre-Dame-des-Salles pripada avguštinskemu samostanu,
- dvorec iz 16. do 18. stoletja,
- viseči most čez reko Durance.

1. ↑  »Populations légales 2016«. Nacionalni inštitut za statistične in gospodarske raziskave. Pridobljeno 25. aprila 2019.